# Gillo Pontecorvo
Gilberto Pontecorvo, detto Gillo (Pisa, 19 novembre 1919 – Roma, 12 ottobre 2006) è stato un regista, sceneggiatore, attore, compositore e partigiano italiano.

## Biografia

### Origini e formazione
Fratello del fisico Bruno Pontecorvo e del genetista Guido, cresciuto in una famiglia ebraica benestante, Gillo Pontecorvo abbandonò l'Università di Pisa dopo aver sostenuto due esami di Chimica; voleva fare il direttore d'orchestra (un desiderio non esaudito e mantenuto per tutta la vita), ma si limitò a giocare a tennis e a frequentare le ragazze. Negli anni universitari entrò in contatto con l'antifascismo; nel 1938, in seguito alla stretta delle leggi razziali, seguì a Parigi il fratello Bruno, con il quale frequentò l'ambiente degli esuli politici italiani e il mondo culturale francese (conobbe, tra gli altri, artisti di ogni genere come Pablo Picasso, Igor' Fëdorovič Stravinskij e Jean-Paul Sartre). Dalla capitale francese iniziò a scrivere come corrispondente per alcune riviste e si mantenne partecipando a tornei di tennis. In questo periodo fece le sue prime esperienze nel cinema, collaborando come assistente per Yves Allégret.

### Carriera cinematografica
Nel 1940 accompagnò il fratello in una rocambolesca fuga da Parigi a Tolosa; nel 1941 aderì al Partito Comunista Italiano e coordinò in Piemonte e Lombardia alcune azioni partigiane con il nome di battaglia di Barnaba. Nel dopoguerra interpretò un operaio che viene fucilato nel film di Aldo Vergano Il sole sorge ancora (1946), opera finanziata dall'ANPI. Nel 1948 sostituì Alfonso Gatto alla direzione del quindicinale comunista Pattuglia, destinato ai giovani. Profondamente colpito dal film Paisà di Roberto Rossellini, Pontecorvo comprò una cinepresa 16mm e girò una serie di documentari a sfondo sociale, come Missione Timiriazev (1953), Pane e zolfo (1956, documentario sui minatori marchigiani commissionato dalla Camera del Lavoro di Ancona) e, sempre nel 1956, l'episodio Giovanna (stavolta dedicato alle operaie tessili Pratesi) di La rosa dei venti, film curato da Joris Ivens. Negli stessi anni lavorò come aiuto regista per Mario Monicelli, Steno e per il film a episodi L'amore in città.
Nel 1957 diresse il suo primo lungometraggio, La grande strada azzurra, con Yves Montand, Alida Valli e Massimo Girotti, che vinse un premio al Festival Internazionale del cinema di Karlovy Vary. Nel 1959 girò un dramma ambientato nei campi di sterminio, Kapò, candidato all'Oscar al miglior film straniero. Il film narra la storia di una giovane deportata ebrea che, perduta la famiglia, viene indotta da un medico a sopravvivere diventando una sorvegliante del campo. È rimasta celebre la polemica animata dal critico dei Cahiers du cinéma Jacques Rivette sull'immoralità dell'utilizzo di un carrello da parte del regista per descrivere il suicidio di Emmanuelle Riva.
La sua opera più nota è del 1966: La battaglia di Algeri, Leone d'oro alla Mostra internazionale d'arte cinematografica di Venezia. Il film segue con uno stile asciutto e nervoso, alla maniera di un cinegiornale, gli avvenimenti che condussero il popolo algerino all'indipendenza dalla Francia, ed è caratterizzato da un robusto senso della coralità e della partecipazione emotiva. Il film, proibito in Francia fino al 1971, ottenne due candidature all'Oscar al miglior regista e all'Oscar alla migliore sceneggiatura originale, più un'altra, due anni prima, per il miglior film straniero.
Nel 1969 Marlon Brando fu il protagonista di un nuovo film politico diretto da Pontecorvo: Queimada, che descrive le sopraffazioni del colonialismo e la rivolta dei popoli oppressi in un paese del Sud America. Pontecorvo affrontò nel 1979 il tema del terrorismo basco durante il franchismo in Ogro, con Gian Maria Volonté, raccontando la vicenda dell'attentato all'ammiraglio e presidente del governo Luis Carrero Blanco, avvenuto nel 1973. Dal 1992 al 1996 svolse l'incarico di direttore della Mostra internazionale d'arte cinematografica di Venezia. Egli portò i giovani a vivere il festival da protagonisti e venne istituita la prima giuria dei giovani per consegnare il prestigioso premio Anica-Flash al miglior film opera prima. Nel 1992, in qualità di direttore della Mostra, invitò il film jugoslavo Tango argentino di Goran Paskaljević nonostante la Jugoslavia fosse sotto embargo ONU per via delle guerre jugoslave. Il film vincerà il premio del pubblico.

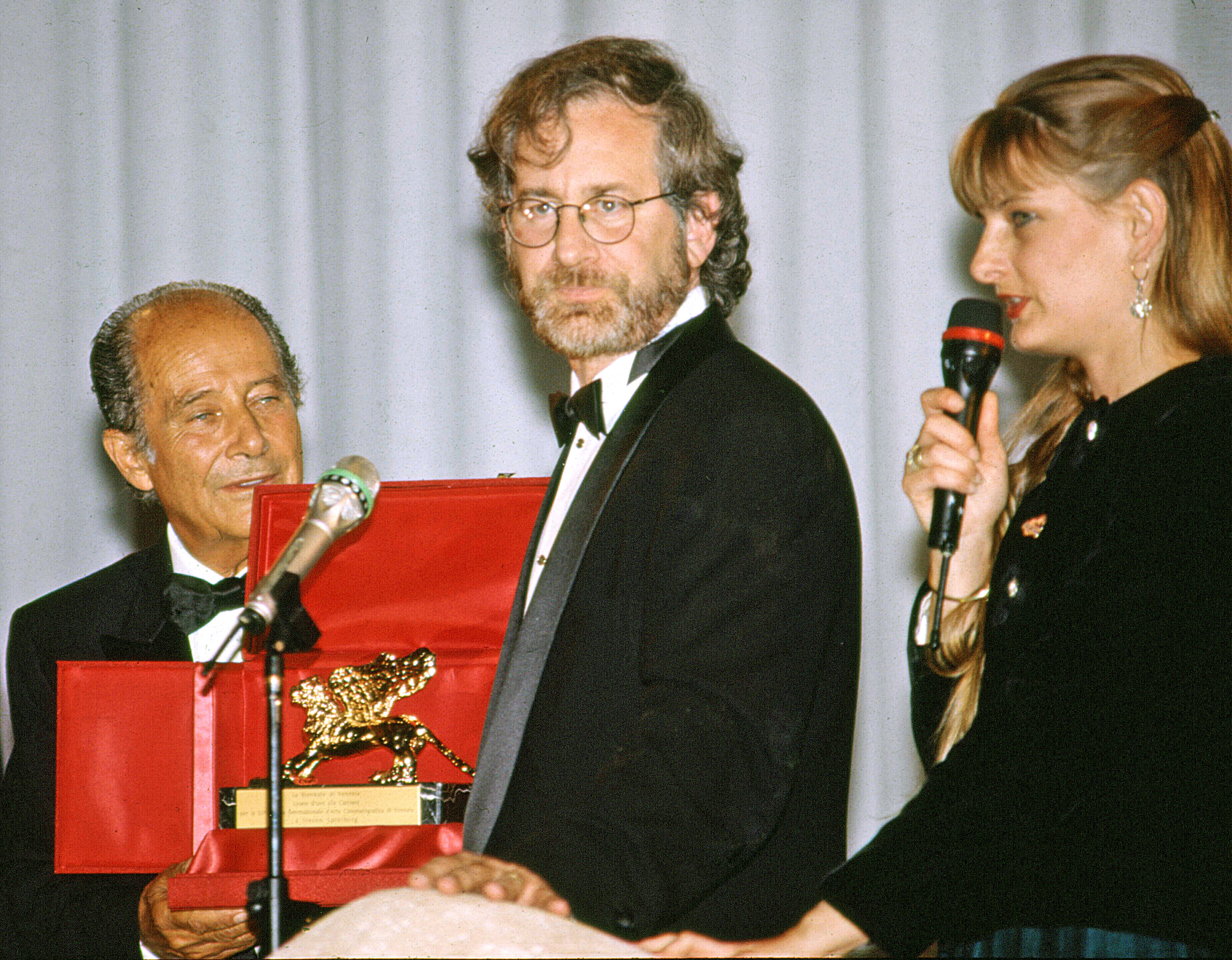
Pontecorvo (a sinistra) consegna il Leone d'oro alla carriera a Steven Spielberg alla Mostra del Cinema di Venezia nel 1993.

Durante la 50ª edizione della Mostra, Pontecorvo premiò Steven Spielberg con un Leone d'oro alla carriera, in concomitanza con l'uscita di Schindler's List - La lista di Schindler. A un certo punto della cerimonia, Spielberg spiazzò gli astanti raccontando un aneddoto: «Quando  Scorsese, per la campagna in favore della conservazione e del recupero del cinema di ieri, chiese aiuto ai cineasti di tutto il mondo perché gli mandassero una sceneggiatura, un costume  di un loro film, qualunque cosa che potesse essere battuta all'asta e il cui ricavato potesse finanziare la campagna. Pontecorvo mise all'asta il Leone d'Oro conquistato con La battaglia d'Algeri". Ad acquistarlo era stato proprio Spielberg: "Non per tenerlo per me", ha detto,  "perché il talento non si compra. Ma conservarlo, per impedire che finisse in altre mani. Ora è tempo che torni  a Pontecorvo".
Tornò al Lido nel 1997 per presentare il suo cortometraggio Nostalgia di protezione, parte del film a episodi I corti italiani. Nel 1999 fu direttore artistico di Mediartech a Firenze. Nel 2001 partecipò alla regia collettiva del film Un altro mondo è possibile sul G8 di Genova e l'anno seguente a quella del documentario sul Social Forum Europeo di Firenze, Firenze, il nostro domani. Nel 2005 girò insieme al figlio Marco Pontecorvo il film istituzionale dell'INPS, suo ultimo impegno sul set.

### Morte
Gillo Pontecorvo si è spento il 12 ottobre 2006 al Policlinico Agostino Gemelli di Roma all'età di 86 anni, dopo una lunghissima malattia incurabile. La camera ardente è stata allestita il giorno seguente al Campidoglio nella Sala Protomoteca alla presenza di alcuni volti del cinema italiano e della politica, mentre i funerali si sono celebrati il 15 ottobre in forma privata; dopo due mesi in attesa di sepoltura, la salma è stata tumulata nel Cimitero Monumentale del Verano di Roma.

## Archivio
L’archivio personale di Gillo Pontecorvo è conservato a Torino presso l’Archivio Storico del Museo Nazionale del Cinema.

## Pubblicità
Come altri famosi colleghi dello spettacolo, Pontecorvo si dedicò, in qualità di regista e/o sceneggiatore, ad alcuni sketch della trasmissione pubblicitaria televisiva Carosello:
- Cucine e frigoriferi Rex (già Zanussi, dal 1984 Electrolux), 1970, regista
- Digestivo Alka-Seltzer, 1971 e 1972, sceneggiatore e regista
- Nutritivi Pandea della Chiari & Forti, 1974, regista (con Giulio Questi)
- Baci Perugina, 1974, regista
- Carne in scatola Simmenthal, 1974 e 1975, regista
- Pandoro Bauli, 1975, regista
- Liquore Cremidea Beccaro, 1975, regista

Pontecorvo ha continuato a fare pubblicità anche negli anni Ottanta e Novanta, collaborando con varie case di produzione fra cui la Video 80 di Carlo ed Enrico Vanzina. 

## Riconoscimenti
- Mostra del Cinema di Venezia
  - 1966: Leone d'oro – La battaglia di Algeri
  - 2000: Premio Pietro Bianchi

- David di Donatello
  - 1970: miglior regista – Queimada
  - 1980: miglior regista – Ogro

- Nastri d'argento
  - 1967: miglior regista – La battaglia di Algeri

- Premio Oscar

- - 1969 – Candidatura miglior regia per La battaglia di Algeri
  - 1969 – Candidatura miglior sceneggiatura originale per La battaglia di Algeri

## Nella cultura di massa
- Un esplicito tributo al regista è la citazione, con riferimento a Queimada, nel film Scarface (1983) di Brian De Palma.

## Omaggi
- A Pisa, sua città natale, è stata dedicata la Terrazza Bruno e Gillo Pontecorvo a Marina di Pisa sul mare.[4]

## Filmografia

### Regista

#### Film
- Giovanna, episodio del film La rosa dei venti (1956)
- La grande strada azzurra (1957)
- Kapò (1960)
- La battaglia di Algeri (1966)
- Queimada (1969)
- Ogro (1979)
- Nostalgia di protezione, episodio del film I corti italiani (1997)

#### Documentari
- Missione Timiriazev, documentario (1953)
- Porta Portese, documentario (1954)
- Festa a Castelluccio, documentario (1954)
- Uomini del marmo, documentario (1955)
- Pane e zolfo, documentario (1956)
- Cani dietro le sbarre, documentario (1958)
- L'addio a Enrico Berlinguer, documentario (1984)
- Udine, episodio di 12 registi per 12 città, documentario (1989)
- Danza della fata confetto, cortometraggio (1996)
- Un altro mondo è possibile, documentario (2001)
- Firenze, il nostro domani, documentario (2003)

### Sceneggiatore
- La grande strada azzurra (1957)
- Kapò (1959)
- La battaglia di Algeri (1966)
- Queimada (1969)
- Ogro (1979)
- Nostalgia di protezione, episodio del film I corti italiani (1997)

### Assistente alla regia
- I miracoli non si ripetono (Les miracles n'ont lieu qu'une fois), regia di Yves Allégret (1951)
- Le infedeli, regia di Mario Monicelli e Steno (1953)
- L'amore in città, episodio Storia di Caterina, regia di Francesco Maselli (1953)
- Totò e Carolina, regia di Mario Monicelli (1955)

### Attore
- Il sole sorge ancora, regia di Aldo Vergano (1946)
- La grande strada azzurra, regia di Gillo Pontecorvo (1957)
- The Stupids, regia di John Landis (1996)
- Un controtipo - Appunti su Gillo Pontecorvo, regia di Hendrick Wijmans (2005)